# امنجاد

تعديل مصدري - تعديل

امنجاد هي إحدى قرى عزلة سرار بمديرية سرار التابعة لمحافظة أبين، بلغ تعداد سكانها 45 نسمة حسب تعداد اليمن لعام 2004.